# Geschichte der Stadt Frankfurt (Oder)

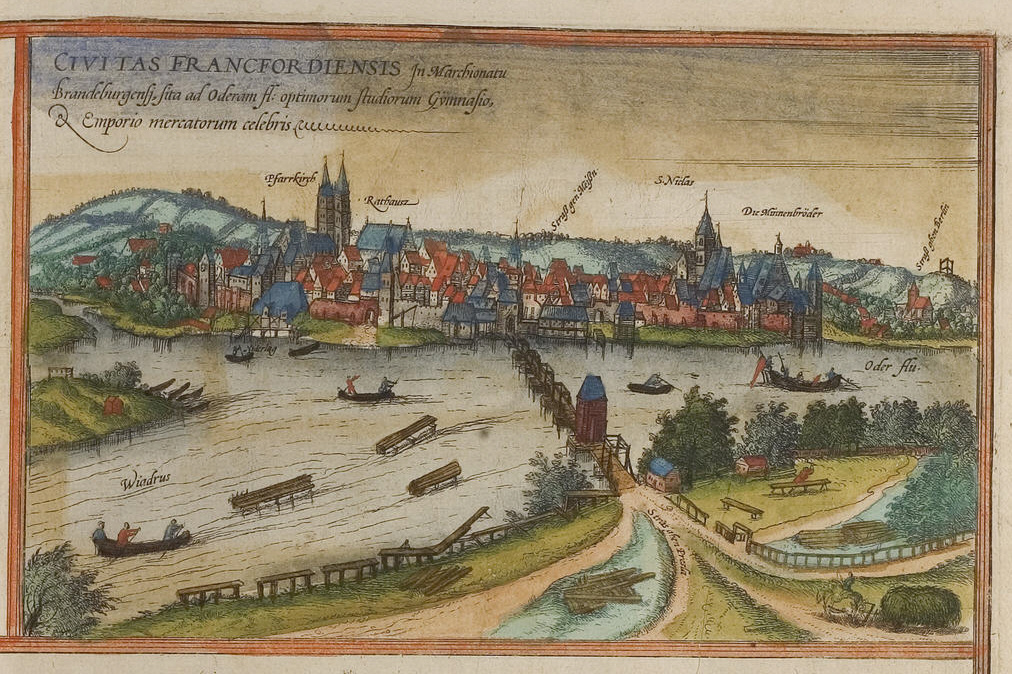
Ansicht der Stadt Frankfurt, kolorierter Kupferstich, Frans Hogenberg: Civitates Orbis Terrarum, Köln 1572

Die Geschichte der Stadt Frankfurt (Oder) umfasst die Entwicklungen auf dem heutigen Gebiet der Stadt Frankfurt (Oder) von der ersten Besiedlung bis zur Gegenwart.

## 13. Jahrhundert

Mittelalterlicher Stadtgrundriss nach Ernst Walter Huth (1971)

Infolge der mittelalterlichen Warmzeit stiegen nach 1200 die Wasserspiegel der Ostsee und Oder an, so dass der von Wasserläufen und Sümpfen durchzogene, 6 km breite Lebuser Bruch schwerer passierbar wurde. Bei der späteren Stadt Frankfurt verengte sich das Odertal dagegen auf 2 km. Dieser Übergang war leichter zu passieren und verkürzte den Weg zur Spree und damit über Havel und Elbe nach Magdeburg. Daher entwickelte sich hier eine Kaufmannssiedlung.
Der Ursprung des Namens Vrankenforde (an anderer Stelle auch: Frankenforde, Francfurd, Franckfurde usw.) ist nicht sicher. Deutsche Kaufleute wurden in dieser Zeit gemeinhin „Franken“ genannt. Das könnte die Erklärung für den ersten Teil des Namens der Marktsiedlung sein. Eine Furt ist eine flache Stelle im Fluss, an der man den Fluss überqueren kann. Eine flache Stelle in der Oder gibt es bei Frankfurt jedoch nicht.
Der mit der Hl. Hedwig von Andechs verheiratete Heinrich I. aus dem Geschlecht der Schlesischen Piasten förderte die Marktsiedlung. Der Herzog von Schlesien verlieh ihr 1225 das Markt- und Niederlagsrecht. Außerdem ließ er am Klingefließ, einem Nebenbach der Oder, zwei Mühlen erbauen. Um 1226 wurde die erste Kirche errichtet. Dem Hl. Nikolaus gewidmet, war sie ein Vorgängerbau der heutigen Friedenskirche.
1249/1250 gelangten der Magdeburger Erzbischof Wilbrand von Käfernburg und die gemeinsam regierenden askanischen Markgrafen Johann I. und Otto III. der Fromme, Urenkel Albrechts des Bären, in den Besitz des Landes Lebus. Der Zuzug reicher Fernhändler aus Nordwestdeutschland und Flandern verstärkte sich. Wahrscheinlich 1252 wurde das Land Lebus zwischen Magdeburg und Brandenburg geteilt. Die Erhebung Frankfurts zur Stadt 1253 durch die Askanier soll strategisch unter anderem gegen ihre Magdeburger Erzrivalen gerichtet gewesen sein, die in der Stadt Lebus saßen. Noch 1253, spätestens 1258 regierten Johann I. und Otto III. das gesamte Land Lebus.

### Verleihung des Stadtrechtes 1253
Gottfried von Herzberg, Stadtschulze von Frankfurt führte die Verhandlungen auf der Burg Spandau mit Johann I. Der Markgraf von Brandenburg stellte die Stadtgründungsurkunde am Samstag, den 12. Juli 1253 aus. Es sollte das Berliner Stadtrecht gelten, das vom Magdeburger Stadtrecht abgeleitet war. Marsilius de Berlin bezeugte das Dokument.
Am 14. Juli 1253, dem Montag darauf, wurde eine ergänzende Urkunde ausgefertigt. Diese Urkunde sicherte der zukünftigen Stadt „Vrankenvorde“ das alleinige Niederlagsrecht in ihrem Umkreis und mehr Land auch rechts der Oder zu.
Aus dem Jahre 1294 stammt das älteste überlieferte Stadtsiegel. Von diesem Stadtsiegel leitet sich das bis heute gültige Stadtwappen ab. Das Original-Siegel ist seit 1945 verschollen.

## Machtspiele 1326–1354
Der Bischof von Lebus, Stephan II. verhandelte im Namen des Papstes mit König Władysław I. Ellenlang. Władysław verbündete sich mit den Litauern und fiel mit ihnen in die Mark Brandenburg ein. Das polnisch-litauische Heer belagerte auch Frankfurt, hatte jedoch keinen Erfolg. 1328 zog noch immer das polnisch-litauische Heer durch die Mark. Die Frankfurter wagten Ausfälle aus der Stadt und überfielen die sorglosen Feinde in der Nähe von Tzschetzschnow (heute Güldendorf). Sie brachten dem polnisch-litauischen Heer eine empfindliche Niederlage bei. 200 Dörfer waren schon zerstört, als Kaiser Ludwig endlich erschien und Polen und Litauer vertrieb. Der Hass der Frankfurter wandte sich 1334 gegen den Lebuser Bischof Stephan II. Er hatte Polen und Litauer ins Land geholt. Außerdem hatte er schon früher mit Frankfurt Streit, weil er von ihm ungerechter Weise den Zehnten verlangte. Unter Führung des Hauptmann Erich von Wulkow überfielen die Frankfurter die Bischofsresidenz Göritz und brannten die Domkirche und das bischöfliche Schloss nieder. Nach dieser Niederlage verhielt sich der Bischof freundlich gegen Frankfurt. Er wollte sogar die Frankfurter Marienkirche zur Domkirche (Kathedrale) erheben. Dem widersetzte sich jedoch Kaiser Ludwig. Trotzdem kam es zwischen der Stadt und dem Bischof zu einem Vertrag, in dem Frankfurt wieder das Abhalten von Gottesdiensten gestattet wurde. Gleichzeitig wurde der Bann aufgehoben. 1338 entstanden neue Zerwürfnisse zwischen Bischof Stephan II. und Frankfurt. Stephan beklagte sich bei Papst Benedikt XII., und Frankfurt wurde wieder mit dem Bann belegt. Die Bannbulle datierte vom 24. Dezember aus Avignon.
1342 hob der Wittelsbacher Kaiser Ludwig aus persönlichen Motiven die Ehe der Markgräfin Margarete von Tirol auf und gab sie seinem Sohn Markgraf Ludwig den Brandenburger zur Frau, wodurch Tirol bayerischer Besitz wurde. Durch diese Vorgänge fühlte sich der spätere Kaiser Karl IV. herausgefordert. Er war der Bruder des geschiedenen Mannes von Margarete. Papst Johannes XXII. fühlte sich durch die Ehetrennung in seinen Rechten verletzt. Er nahm gegen Kaiser Ludwig Partei und belegte ihn und seinen Sohn mit dem Bann. Die Untertanen waren damit vom Eid der Treue gegen ihren Markgrafen losgesprochen. Auch Frankfurt war von dem Bannstrahl betroffen, hielt aber zu Markgraf Ludwig.
1348 tauchte in der Mark ein Mann auf, der sich fälschlicherweise als der verstorbene Askanier Woldemar ausgab. Der spätere Kaiser Karl IV. bediente sich dieses Mannes, um die den Wittelsbachern zugefallene Mark zu beherrschen.
Frankfurt hielt in dieser ausweglos erscheinenden Situation zu dem Wittelsbacher Markgraf Ludwig dem Älteren, weil es um seine Vorrechte fürchtete. Kaiser Karl IV. ließ Anfang Oktober die Stadt belagern, konnte sie aber nicht einnehmen. Frankfurt ließ sich seinen Beistand von Markgraf Ludwig gut entlohnen und erhielt das Recht, Mühlen zu errichten, ihm wurde das ihm bislang nur verpfändete Geleit überlassen und der Stadt wird die Urbede, eine landesherrliche Steuer, erlassen. 1354 wurde der päpstliche Bann durch Vermittlung des neuen Lebuser Bischofs Heinrich von Banz aufgehoben, worauf Handel und Reichtum anwuchsen.

## Hanse, Hussiten, Universität

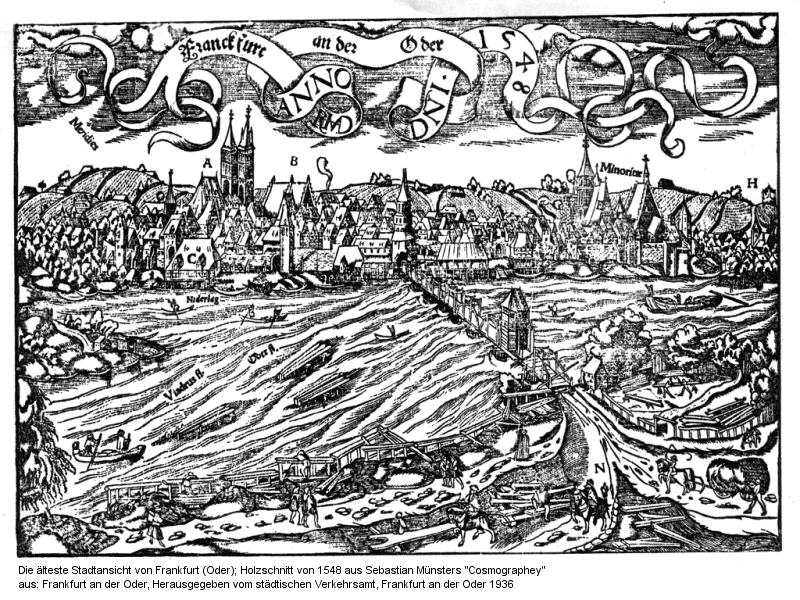
Stadtansicht Frankfurt von Sebastian Münster, 1548

Frankfurt wurde 1430 in den Akten der Lübecker Tagfahrt als Teilnehmer genannt. Nur Mitglieder der Hanse durften an den Tagfahrten teilnehmen – folglich war Frankfurt spätestens seit diesem Jahr Mitglied der Hanse.
Die Hussiten brannten 1432 die Gubener Vorstadt ab. Auch das Kartäuserkloster wurde in Schutt und Asche gelegt. Der Angriff auf die Stadt selbst am 13. April 1432 misslang.
Auf das Jahr 1454 ist der Fisch über dem südlichen Schmuckgiebel des Rathauses datiert, der wohl das Recht der „Höhung“ in den Heringsfässer symbolisiert. Frankfurt verlor 1496 im Rahmen der Stärkung der Zentralgewalt in Gestalt des Kurfürsten, der seine Residenz in Berlin eingerichtet hatte, die Freiheit der Ratswahl und das Oberste Gericht und musste die Urbede wieder zahlen.
Ende des 15. Jahrhunderts wurden die 36 ha Stadtfläche von einer 2,5 km langen Stadtmauer mit drei Toren und 50 Wachhäusern und -türmen eingeschlossen.
1506 wurde das Gebäude der Universität, der Alma Mater Viadrina, vollendet, die Stadt hatte 1.100 Schock Groschen in das prachtvolle Hauptgebäude verbaut. Dank des kurfürstlichen Rates Eitelwolf von Stein und Dietrich von Bülow, Bischof von Lebus und dann erster Kanzler der Brandenburgischen Universität Frankfurt, begann Ende Januar mit der humanistischen Vorlesung des ersten „berufenen“ Lehrers Axungia der Lehrbetrieb an der Universität. Am 26. April fand in Anwesenheit des Kurfürsten Joachim I. und dessen Bruder Albrecht die feierliche Eröffnung statt. 950 Akademiker, unter ihnen der junge Ulrich von Hutten, fanden sich im ersten Jahr ein, mehr als an jeder anderen deutschen Universität bis dahin. Erster Rektor wurde der Leipziger Theologe Konrad Wimpina (Konrad Koch aus Wimpfen). Ebenfalls im Jahr der Eröffnung der Universität wurde den Einwohnern verboten, weiter ihr Vieh in der Stadt frei umherlaufen zu lassen. Der Grund war aber nicht die Sorge um Hygiene, sondern die Befürchtung, dass die Studenten Unfug mit den Tieren treiben könnten.
1506 folgte Johannes Aesticampianus (auch Rhagius) dem Ruf an die neu gegründete Universität, wo er Professor der Poetik und Rhetorik wurde. Zu seinen Schülern zählte Ulrich von Hutten, den er bereits 1505 in Mainz kennengelernt hatte und der ihm 1506 nach Frankfurt folgte. Des Weiteren scharten sich um Rhagius weitere Studenten wie die Neffen des Bischofs von Lebus, da er als erster Gelehrter auch in Griechisch lehrte. Als polemisierender Humanist geriet er mit dem führenden Theologen Konrad Wimpina in einen Streit und verließ deshalb 1508 mit einigen seiner Schüler Frankfurt, um sich Leipzig zuzuwenden.
Martin Luther schlug 1517 in Wittenberg seine Thesen an, die sich auch gegen Albrecht, inzwischen Erzbischof von Magdeburg und Mainz, richteten. Die brandenburgische Universität reagierte mit einer Disputation am 20. Januar 1518 vor 300 Mönchen. Die dafür von dem Dominikanermönch und späteren Ablassprediger Johannes Tetzel eingereichten Antwort-Thesen hatte der Rektor der Brandenburgischen Universität Frankfurt Konrad Wimpina geschrieben. Sie wurden von der Versammlung gebilligt, und Luther galt damit als widerlegt. Im Folgenden wandten sich viele Studenten von Frankfurt ab und zogen nach Wittenberg.
Im gleichen Jahr schied auf Wunsch des Kurfürsten Joachim I. Frankfurt förmlich aus der Hanse aus. 1535 wurde in Frankfurt die erste bürgerliche Musiziergemeinschaft Deutschlands convivium musicum durch Jodocus Willich gegründet. In ihr beschäftigten sich zwölf Personen mit weltlicher Musik und diskutierten dabei musikalische Fragen.
Der 1542 in Frankfurt geborene Michael Abel war von 1587 bis 1594 Rektor des städtischen Lyzeums.
1599 wurde in Frankfurt die Fischerinnung gegründet.
1548 erschien die älteste erhaltene Stadtansicht von Frankfurt in Sebastian Münsters „Cosmographey“.

## Dreißigjähriger Krieg
Der Dreißigjährige Krieg erreichte 1626 die Stadt, als das von Wallenstein bei Dessau geschlagene Heer Peter Ernsts II. von Mansfeld durch die Stadt in Richtung Osten flüchtete.
Kurfürst Georg Wilhelm forderte die märkischen Stände auf, ein stehendes Heer aufzustellen. Mit der Aufstellung von 3000 Mann Fußvolk wurde Oberst Hillebrand von Kracht beauftragt. Am 1. Mai wurden hierfür „an den Vogelstangen nahe dem Carthaus“ (dem heutigen Anger) neun Kompanien zu Fuß gemustert. Dieses Ereignis galt als Gründung der 4. Grenadiere und wird als Gründung des preußischen Heeres überhaupt angesehen. In Frankfurt verblieben zwei Kompanien zu Fuß, eine Kompanie zu Pferd wurde noch hierher verlegt.
1627 verbündete sich der Kurfürst mit dem Kaiser, Frankfurt bekam eine kaiserliche Besatzung. Die erst im Vorjahr hier aufgestellten 4. Grenadiere verließen die Stadt. Zeitweise weilte Wallenstein in der Stadt. 1631 kam der kaiserliche General Tilly nach Frankfurt, wich jedoch mit der Hauptmacht des kaiserlichen Heeres vor den Schweden nach Westen aus.
Rudolph von Teuffenbach ließ als Befehlshaber der zurückbleibenden 5000 Mann die Vorstädte abbrennen, damit sich die aus Lebus anrückenden Truppen dort nicht festsetzen konnten. Der Rauch bewirkte jedoch das Gegenteil: In seinem Schutz traf Gustav II. Adolf von Schweden Vorbereitungen für die Eroberung der strategisch wichtigen Festungsstadt. Am 3. April begann die Schlacht um Frankfurt, in deren Verlauf die Kaiserlichen über die Oderbrücke flüchteten. Viele stürzten in den Fluss und ertranken. Nach der Erstürmung der Stadt folgte eine Schreckensnacht, in der die siegreichen Truppen die Stadt plünderten. Bald darauf brach die Pest aus, der fast 4000 Frankfurter zum Opfer fielen.
Oberstleutnant Walter Butler hatte vor dem Angriff der Schweden Truppen aus Polen als Verstärkung des kaiserlichen Heeres nach Frankfurt (Oder) geführt. Bei der Erstürmung der Stadt durch die Schweden verteidigte er mit seinem irischen Regiment das nördliche Stadttor. Der Widerstand muss militärisch beeindruckt haben: Von seinen Soldaten überlebten nur wenige, er selbst wurde von einer Musketenkugel am Arm getroffen und von einer Hellebarde an der Hüfte verwundet, bevor er aufgab. Seine Tapferkeit imponierte selbst dem schwedischen König Gustav Adolf. Dieser ließ den gefangenen Butler zur medizinischen Versorgung nach Stettin bringen – eine nach dem Ehrenkodex der damaligen Zeit ungewöhnlich hohe Anerkennung. Nach acht Monaten Gefangenschaft erhielt Butler von seinem Verwandten Jakob Butler eine alarmierende Nachricht. Sein Vorgesetzter, Obrist Böheim, hatte Walter Butler durch einen Kurier beim Kaiser beschuldigt, schuld am Verlust der Stadt Frankfurt zu sein. Butler kaufte sich sofort für 1000 Taler frei und ließ sich von Gustav Adolf seine Tapferkeit vor dem Feind bescheinigen. Auch propagandistisch half Butler nach: In Frankfurt erschien ein Flugblatt, des Lobes voll über Butlers Taten. Feldmarschall Rudolph von Teuffenbach hatte 1631 die Verteidigung Frankfurts befehligt. Zu ihm begab sich Butler nach Schlesien und zwang dort seinen Ankläger Böheim, öffentlich die erhobenen Anschuldigungen zu widerrufen.

## Frieden und Krieg
Nach Beendigung des Dreißigjährigen Krieges 1648 gewann die Universität wieder an Bedeutung, 250 Studenten waren in jenem Jahr immatrikuliert. Im Laufe des Dreißigjährigen Krieges hatte sich die Einwohnerschaft von ca. 12.000 auf 2.366 verringert. Wirtschaftlich konnte sich die Stadt von den erpressten Kriegskontributionen nicht mehr erholen.
Johann Christoph Bekmann studierte ab 1659 in Frankfurt und legte 1661 unter dem reformierten Theologen Elias Grebnitz seine Magisterprüfung ab. Noch im selben Jahr begann er hier zu unterrichten. Im Jahre 1663 wurde Beckmann zum ersten Bibliothekar der Viadrina und behielt dieses Amt bis zu seinem Lebensende 1717. 1667 wurde er Professor für griechische Sprache in Frankfurt; 1678 erhielt Beckmann zusätzlich eine außerordentliche Professur für Geschichte. 1672 promovierte Beckmann zum Doktor der Theologie, wurde zum ersten Mal zum Rektor der Universität gewählt und begann sich mit gesteigertem Interesse für die Restaurierung und Pflege der Bibliothek einzusetzen. Höhepunkte seiner Arbeit für die Bibliothek waren die Publikation des ersten gedruckten, alphabetischen Bibliothekskatalogs („Catalogus bibliothecae univ. Francofurtanae“) sowie der Erwerb der umfangreichen Sammlung des Gottlieb Pelargus.

Lageplan Postgebäude 1891

Matthäus Gottfried Purmann führte 1668 in Frankfurt die erste erfolgreiche Bluttransfusion vom Lamm auf einen Menschen auf deutschem Boden durch. Ein Herr Welslein wurde durch Blutaustausch vom Aussatz (Lepra) geheilt – 200 Jahre bevor der Wiener Pathologe Dr. Karl Landsteiner geboren wurde, der das AB0-Blutgruppensystem entdeckte. Das erste Postamt der Stadt öffnete am 1. April 1661 im Bischofshaus auf Grund der Einrichtung einer Poststrecke von Berlin nach Breslau durch Kurfürst Friedrich Wilhelm. Zuvor waren Stadtboten seit mindestens 1516 für die Aufgaben der Post zuständig. Bereits zehn Jahre später  musste das Postamt verlegt werden, da die Ritterakademie den Platz beanspruchte. Neues Postgebäude wurde das Haus in der Oderstraße 29, wo es für die nächsten 150 Jahre bleiben sollte.
Der junge Wissenschaftler Bernhard Friedrich Albinus plante 1680 eine Niederlassung als Arzt in Dessau, folgte aber einer Berufung zum Professor der Medizin an die Brandenburgische Universität Frankfurt. Bald darauf wurde er zum Leibarzt des Großen Kurfürsten Friedrich Wilhelm ernannt. Er hielt sich die meiste Zeit an dessen Hof in Berlin auf, behielt jedoch seine Professur in Frankfurt. Albinus wurde 1687 zum Rektor der Frankfurter Universität berufen. Mit dem Tod des Großen Kurfürsten Friedrich Wilhelm I. 1688 konnte sich Albinus wieder mehr seinen Aufgaben an der Universität widmen. So entwickelte er eine neue Methode der Staroperation. 1696 heiratete Bernhard Albinus Susanna Catharina Rings, die älteste Tochter des Frankfurter Juraprofessors Thomas Siegfried Rings. 1697 kam in Frankfurt ihr Sohn Bernhard Siegfried Albinus zur Welt, der in die Fußstapfen seines Vaters treten sollte. Kurfürst Friedrich III. ernannte Bernhard Friedrich Albinus 1697 zu seinem Leibarzt. Nach langem Widerstand durch König Friedrich I. (den im Vorjahr gekrönten ehemaligen Kurfürsten Friedrich III.) verließ Albinus 1702 Frankfurt und folgte einer Berufung an die Universität Leiden.
Bereits rund 23 Jahre vor der Einführung der allgemeinen Schulpflicht wurde am 1. Juli 1694 in Frankfurt die erste Schule Brandenburgs eingeweiht. Sie erhielt nach Kurfürst Friedrich III. den Namen Friedrichsgymnasium.
1702 war Samuel von Cocceji, Sohn des Heinrich von Cocceji, Professor an der Frankfurter Universität. Er sollte später Großkanzler unter Friedrich II. werden und das preußische Justizwesen reformieren.
Das preußische Regiment Nr. 24 „von Schwendy“ erhielt 1720 in Frankfurt sein Standquartier. In diesem Regiment diente auch Hans Joachim von Zieten als Fähnrich, der von seinem Regimentskommandeur wegen geringer soldatischer Eigenschaften viermal bei der Beförderung übergangen wurde, es später jedoch bis zum General brachte. Erster Regimentskommandeur war Generalmajor Kurt Christoph Graf von Schwerin.
Am 20. Januar 1723 kam es in der Lebuser Vorstadt zu einem Großbrand, bei dem 84 Häuser zerstört und acht Menschen getötet wurden. Als Brandstifter wurden fünf Menschen auf dem Scheiterhaufen hingerichtet.
Carl Philipp Emanuel Bach immatrikulierte sich 1734 an der Brandenburgischen Universität Frankfurt, wo er Mitglied des dortigen Collegium musicum wurde. Neben eigenen frühen Kompositionen führte er dort Werke seines Vaters Johann Sebastian Bach auf. 1738 schloss er seine Studien ab, gab aber seine Pläne für eine Akademikerlaufbahn auf, um sich der Musik zu widmen, und wurde in Ruppin Cembalist in der Kapelle des preußischen Kronprinzen Friedrich.
1740 wurde der bedeutende deutsche Philosoph Alexander Gottlieb Baumgarten „Professor der Weltweisheit und der schönen Wissenschaften“ an der Frankfurter Universität. 1743 und 1752 wurde er zu deren Rektor gewählt. Immanuel Kant, der Baumgarten sehr schätzte, benutzte dessen Metaphysica und Initia philosophiae practicae primae als Grundlage für seine eigenen Vorlesungen zur Metaphysik bzw. Praktischen Philosophie. Baumgartens Frau Luisa Wilhelmina Alemann starb 1745 nach kinderloser Ehe in Frankfurt. Am 22. Oktober 1748 heiratete Baumgarten in der Marienkirche Justina Elisabeth Albinus, mit der er zwischen 1751 und 1762 vier Kinder bekam. Baumgarten starb „nach Mitternacht zwischen dem 26. und 27. May (1762) […] nach 3. Uhr in der Nacht“ () an der Schwindsucht. Seine Frau ertrank zwei Jahre später in der Oder.
Am 20. Mai 1757 traf der über Dresden kommende Leichenzug des am 6. Mai bei Prag gefallenen Generalfeldmarschalls Kurt Christoph Graf von Schwerin auf der Weiterreise nach Schwerinsburg (Pommern) ein. Von Schwerin wohnte von 1723 an lange Jahre als Regimentskommandeur und Inhaber des Infanterieregiments „von Schwendy“ in Frankfurt. Auf dem Anger wurde am 22. Mai die Feier des Sieges in der Prager Schlacht gleichzeitig zur Trauerfeier für von Schwerin. Am 23. Mai verließ der Leichenzug Frankfurt.
Ende Juli 1759 besetzte eine russische Vorhut unter General Alexander Guillemot de Villebois die Dammvorstadt. Die kleine Garnison unter Major von Arnim zog nach kurzer Beschießung ab. General de Villebois forderte der Stadt 600.000 Thaler Kontributionen ab. Die später eintreffenden Österreicher stellten die gleiche Forderung. Dank des Verhandlungsgeschicks des Oberbürgermeisters Ungnad wurde die Gesamtforderung auf 100.000 Thaler reduziert.
Am 12. August 1759 erlebte Friedrich II. seine schwerste Niederlage in der Schlacht bei Kunersdorf: die preußische Armee unterlag den vereinigten Russen und Österreichern. Ihn selbst rettete eine Tabakdose, die eine elf Millimeter große Kugel abhielt. 19.000 Mann fanden den Tod; unter ihnen Ewald Christian von Kleist. Kunersdorf liegt auf der östlichen Oderseite unweit von Frankfurt.
Am 10. Oktober 1777 wurde der Dichter und Schriftsteller (u. a. Der zerbrochene Krug) Bernd Heinrich Wilhelm von Kleist geboren.

Herzog Leopold vor seiner Fahrt in den Untergang. Hoheitsvoll weist er die besorgten Warnungen der Bürger zurück. Kupferstich von Daniel Chodowiecki; 1785.

Am 28. April 1785 brach während des Frühjahrshochwassers der Damm, die gesamte Dammvorstadt wurde überschwemmt. Einziges Todesopfer war Garnisonskommandant Leopold von Braunschweig, dessen Kahn auf dem Weg zu den Rettungsarbeiten umschlug. Die Legende, dass der Herzog versucht habe, vom Hochwasser eingeschlossene Bürger aus der Lebensgefahr zu retten, und dabei umgekommen sei, wurde gleich nach dem Unglück in Frankfurt geboren und verbreitete sich in Windeseile. Ihr Urheber war der Pfarrer der Französisch Reformierten Gemeinde in Frankfurt, Jacques Papin, der sie eilfertig in den Berliner Journalen veröffentlichte und sie außerdem seinem Schwiegervater, dem Kupferstecher Daniel Chodowiecki, in Berlin mitteilte. Aus Mitleid mit den Hochwassergeschädigten und zu Ehren des heldenhaft untergegangenen Herzogs schuf Chodowiecki gutgläubig einen Kupferstich. Unter das Bild setzte Chodowiecki eine darauf bezogene „Äußerung“ des Herzogs. Auch dieser Satz stammte aus der Feder des Schwiegersohns, der zwar damit nicht eine Aussage des Herzogs wiedergab, wohl aber einen Nerv der Zeit traf: „Ich bin ein Mensch wie Ihr, und hier kömmt es auf Menschenrettung an.“ Bericht, Satz und Kupferstich erregten großes Aufsehen. Auf Initiative der Frankfurter Freimaurerloge „Zum aufrichtigen Herzen“ und nach einem Entwurf von Bernhard Rhode entstand 1787 ein sieben Meter hohes Denkmal aus Sandstein. Es wurde am 11. August 1787 am Prinzenufer in der Dammvorstadt aufgestellt, wo der Leichnam des Herzogs aus dem Wasser gezogen worden sein soll.
Carl August Wilhelm Berends, der in Frankfurt und Wien Medizin und Philosophie studiert hatte, wurde 1788 ordentlicher Professor an die Universität Frankfurt. In diese Zeit fällt die Kritik von Berends am Frankfurter Thielschen Krankenhaus, das er wegen seiner nur acht Betten als zu klein beanstandete. Ein größeres wurde jedoch erst viel später um 1835 errichtet. 1789 veröffentlichte er sein Werk Über den Unterricht junger Ärzte vor dem Krankenbett, basierend auf seinen Erfahrungen in dem genannten Krankenhaus. Nach der Schließung der Frankfurt Universität 1811 ging er als Rektor an die neue Schlesische Friedrich-Wilhelms-Universität Breslau. 1815 ernannte ihn der preußische König Friedrich Wilhelm III. zum Leiter der Berliner Charité.
1791 wurde Georg Michael Rehfeldt, ein ehemaliger preußischer Offizier, Postmeister. Sechs Jahre später trug er den Titel Post-Director und war mit 1.200 Talern im Jahr der bestverdienende Beamte der Stadt. Der Bürgermeister, Paul Heinrich Trummer, erhielt 200 Taler weniger.
Der spätere Komponist und Klavierpädagoge Ludwig Berger besuchte in Frankfurt das Gymnasium und ab 1795 die Universität.

## Napoleonische Kriege und Auszug der Universität
Ab Oktober 1806 war die Stadt Garnisons- und Etappenort der Napoleonischen Armee.
Anfang Februar 1811 erreichte die Frankfurter die endgültige Nachricht von der Verlegung der Brandenburgischen Universität Frankfurt nach Breslau. Grund war die im Vorjahr von Wilhelm von Humboldt in Berlin eröffnete Universität. Am 10. August fand das Abschiedsfest der Studenten statt.
Nach ihrer Niederlage beim Russlandfeldzug 1812 strömten im Januar 1813 die Reste der Napoleonischen Armee durch Frankfurt und brannten Ende Februar aus Angst vor den nachrückenden Russen die Oderbrücke ab. Anfang März verließ die letzte französische Besatzung die Stadt. Nach einem Aufruf des Königs vom 17. März (An mein Volk) bildete sich eine Landwehr aus Freiwilligen. Geführt wurde sie durch Hauptmann Heinrich Karl Ludwig Bardeleben. Am 31. Juli 1814 kehrte die 3. Kurmärkische Landwehr, ein Infanterieregiment, in die Stadt zurück. Bardeleben lebte hernach als Justizkommissarius und Justizrat in Frankfurt und machte sich sehr um die Geschichtsschreibung der Stadt verdient.
Friedrich August Wilhelm von Brause wurde 1818 Kommandeur der 5. Division in Frankfurt. Er starb hier 1836 und wurde auf dem Alten Friedhof, dem heutigen Kleistpark, beigesetzt.

## Regionales Verwaltungszentrum im 19. Jahrhundert
Als Ersatz für die Verlegung der Universität nach Breslau wurde Frankfurt zum 1. Januar 1816 Sitz der Regierung des neuen Regierungsbezirks Frankfurt und eines Oberlandesgerichtes.
Der 1816 gebildete Kreis Frankfurt setzte sich zusammen aus der Stadt Frankfurt sowie Gebieten, die bis dahin zu den brandenburgischen Kreisen Lebus und Sternberg gehört hatten, darunter die Vororte Carthaus, Kliestow, Booßen, Buschmühle, Lossow, Rosengarten, Schiffersruh, Tschetschnow und Ziegelei. In Frankfurt befand sich auch das Landratsamt für den Kreis Lebus.
Zum 1. Januar 1827 wurde der Kreis Frankfurt wieder aufgelöst. Der Landbezirk des Kreises, das Gebiet außerhalb der Stadt Frankfurt an der Oder, fiel zunächst vollständig an den Kreis Lebus.  Zum 1. Januar 1836 wechselten die ursprünglich aus dem Kreis Sternberg stammenden Orte aus dem Kreis Lebus zurück in den Kreis Sternberg, womit die historischen Kreisgrenzen wiederhergestellt waren. Die Stadt Frankfurt war seit 1827 wieder kreisfrei, blieb aber Kreisstadt des Kreises Lebus.
In der Rosenstraße 36 wurde am 13. Mai 1838 um 11 Uhr das von Mitgliedern der jüdischen Gemeinde finanzierte Jüdische Krankenhaus mit 15 Betten eingeweiht. Wegen Unwirtschaftlichkeit diente es ab 1844 als Messehotel und ab 1866 als Altenheim.
1842 fand die Einweihung der Bahnlinie Berlin–Frankfurt (Oder) statt. 1850 wurde die Oberpostdirektion im Kommandantenhaus in der Oderstraße 27 eingerichtet.
Die spätere Schriftstellerin Gertraut Chales de Beaulieu wurde 1846 in Frankfurt geboren und wuchs hier auf. Sie setzte sich in ihren Werken zumeist humoristisch-satirisch mit dem Berliner Kleinbürgertum auseinander, bezog jedoch auch soziale Aspekte der Arbeiter kritisch in ihr Werk ein. Ottilie Baader, die zu einer der führenden Frauenrechtlerinnen Deutschlands wurde, besucht von 1857 an drei Jahre die Mittelschule in Frankfurt.
Der spätere Völkerkundler Georg Buschan wurde 1863 in Frankfurt geboren. Auf Gut Markendorf wurde 1866 Hans-Henning von Burgsdorff geboren. Er folgte später seinem Vater als Fideikommissherr auf Gut Markendorf und Carzig. Als promovierter Jurist war er von 1900 bis zu seinem Tod 1917 Mitglied des Preußischen Herrenhauses.
1886 wurde vom Telegrafisten der Stadt das Telefon als neue Erfindung auf seine Eignung geprüft, aber erst 1891 war das Telefonnetz der Stadt betriebsbereit, allerdings waren Polizei und Feuerwehr nicht angeschlossen, da sie kein Interesse gezeigt hatten. 1899 wurde nach Aufstellung des allgemeinen Bauplans durch den Oberpostbaurat Ernst Hake und der Ausführung durch Freiherr von Rechenberg mit dem Neubau der Oberpostdirektion, mit Hauptpost-, Paketpost-,Telegrafenamt und Oberpostkasse am Wilhelmsplatz begonnen, der 1902 abgeschlossen werden konnte.
1895 wurde die erste steinerne Oderbrücke eingeweiht.
Von September 1897 bis September 1903 besuchte der spätere Arzt und Dichter Gottfried Benn das Friedrichs-Gymnasium in Frankfurt, in dem er auch das Reifezeugnis erwarb. Er wohnte vier Jahre in einer Pensionsstube zusammen mit dem gleichaltrigen Grafen Heinrich Finck von Finckenstein, den er schon seit dem Hauslehrerunterricht seines Vaters bei der Familie kannte. Benn hatte allgemein eher mittelmäßige Noten.
Theodor Busse wurde 1897 in Frankfurt geboren. 1915 trat er in Frankfurt als Offiziersanwärter dem Grenadier-Regiment „Prinz Carl von Preußen“ (2. Brandenburgisches) Nr. 12 bei. Zum Ende des Zweiten Weltkrieges befehligte er die 200.000 deutschen Soldaten im Kessel von Halbe. Nach zwei Jahren Kriegsgefangenschaft hatte er in der Bundesrepublik leitende Funktionen in der Zivilverteidigung bzw. im Zivilschutz inne und schrieb militärhistorische Werke.
Der 1889 geborene spätere Prähistoriker Gerhard Bersu verlebte als Fabrikantensohn seine Kindheit in Frankfurt. Schon in jungen Jahren nahm er an vielen Ausgrabungen teil.
Der 1891 in Frankfurt geborene spätere Landschaftsmaler Richard Blankenburg erlernte nach dem Besuch der Frankfurter Bürgermittelschule den Beruf eines Porzellanmalers und war mehrere Jahre in der Porzellanmalerei Paetsch in Frankfurt tätig, bevor er 1914 nach Berlin und später nach Rostock ging.
1895 gründete der aus Breslau stammende jüdische Kaufmann Leopold Heilborn in Frankfurt (Oder) in der Großen Müllroser Straße 53 die Märkische Kerzenfabrik Heilborn & Co. Das Unternehmen entwickelte sich in den folgenden Jahrzehnten zu einer der größten Seifenfabriken Deutschlands.
Nach mehrjährigen Diskussionen über die Antriebsart der Straßenbahn unterzeichnete der Oberbürgermeister Paul Adolph 1896 einen Vertrag mit der AEG. Für die Anlage eines Straßenbahnbetriebshofes samt Kraftstation wurde das Grundstück Fischerstraße 6/Bachgasse 4 erworben. Das als Gleichstromwerk errichtete Elektrizitätswerk nahm 1897 den Probebetrieb auf. Nach erfolgreichem Probebetrieb galt am 23. Dezember 1897 das Elektrizitätswerk als eröffnet. Am 22. Januar 1898 wurde zeitgleich mit der Aufnahme des elektrischen Straßenbahnbetriebes in Frankfurt der Betriebshof in der Bachgasse eingeweiht.

## Die Zeit von 1900 bis 1933
Am 1. Januar 1900 erfolgte die feierliche Übergabe der Fahne an das neu errichtete Telegrafenbataillon Nr. 2.
1910 wurde die Märkische Kerzenfabrik Heilborn & Co. in Nebenproduktion um die Herstellung von Seifen erweitert. Es entwickelte sich zu einem der größten deutschen Seifenfabriken. Das Unternehmen wurde bald modernisiert und zog auf ein Grundstück in der Küstriner Straße (heute Herbert-Jensch-Straße 10) um.
Das erste Flugzeug landete in Frankfurt am 19. August 1911 auf dem seit Anfang des Jahrhunderts ungenutzten Exerzierplatz Kunersdorf. Am 25. Juni 1913 gründete sich ein Frankfurter Luftflottenverein. Am 1. Juli 1913 genehmigten die Stadtverordneten dann 20.000 Reichsmark für den Bau eines Flugstützpunktes, weitere 6.000 kamen aus Spenden hinzu. Der Bau begann noch am 25. September des gleichen Jahres und ein Jahr später, am 28. Juni 1914, wurde der Stützpunkt dann eingeweiht. Der Fliegerhorst bestand am Ende des Ersten Weltkrieges aus einer Flugzeugwerft, zehn Flugzeughallen, einem Fahrzeugschuppen und einem Kriegsdepot, zusammen ein Wert von 4,8 Millionen Reichsmark. Hinzu kamen 180 Militärflugzeuge, 100 Fahrzeuge und weiteres Material mit einem Gesamtwert von 5,5 Millionen Reichsmark. Am 3. Februar 1920 besuchte eine Entente-Kommission den Flugplatz und verfügte den Abbau der Gebäude und die Auslieferung der Flug- und Fahrzeuge. Ein Jahr später begann der Abriss. Danach dauerte es bis zum 22. Juli 1929, bis wieder ein Flugzeug dort landete.
Aus den an Polen gefallenen Gebieten Deutschlands sind zwischen 1919 und 1926 8.254 Flüchtlinge nach Frankfurt gekommen. Der Verlust der Ostgebiete durch die Bildung Polens bedeutete für die Wirtschaft Frankfurts wegen des Wegfalls von Absatzmärkten eine enorme Einbuße. Beispielsweise hatten die Kartoffelmehlfabriken Absatzverluste von 57,5 %, der Getreide- und Viehhandel von über 60 %. Auch die Bezugsmärkte brachen weg; vor dem Krieg waren beispielsweise 60 % bis 70 % der Kartoffeln für die Industrie aus den nun polnischen Gebieten bezogen worden. Auch der Verkehr wurde beeinflusst. Im Vergleich von 1913 zu 1928 waren 40 % weniger Personentransporte und über ein Drittel weniger Gütertransporte auf der Bahnstrecke Frankfurt – Posen zu verzeichnen.
1921 wurde Hermann Aronheim (später Zvi Aharoni) in Frankfurt in die gutbürgerliche Familie eines Rechtsanwalts hinein geboren. Er besuchte das Frankfurter Friedrichsgymnasium. Aaronheim wanderte 1938 nach Palästina aus, wurde Mossad-Agent und war wesentlich an der Ergreifung Adolf Eichmanns beteiligt.
Vom 16. bis 24. Juni 1924 fand in Frankfurt die Ogela (Ostmarkschau für Gewerbe und Landwirtschaft) statt, die von fast 100.000 Menschen besucht wurde. Die Stadt erhoffte sich dadurch Impulse für die Ansiedlung von Industrie und gründete daher eine GmbH für das Projekt. Diese bereitete 250.000 m² Fläche in der Dammvorstadt vor, auf welcher die vier Hauptbereich Gewerbeschau, Landmaschinenschau, Kleintierschau und Tierschau stattfinden sollten. Die Veranstalter waren mit der Veranstaltung trotz eines Verlustes von 100.000 Reichsmark zufrieden. Industriebetriebe wurden dadurch aber nicht angelockt.
1920 hatte die Stadt Frankfurt 1.500 Fernsprechanschlüsse, die alle über oberirdische Leitungen mit dem Hauptpostgebäude verbunden waren.
Im Frühjahr 1924 wurde mit dem Bau eines Gebäudes für die Deutsche Reichsbahn als Sitz der Direktion Ost in der damaligen Logenstraße 12 (Ecke Logenstraße / Große Scharrnstraße) begonnen und am 18. Juli 1925 fand die offizielle Einweihung statt. Das Gebäude bestand aber nur bis zum Zweiten Weltkrieg: es wurde zerstört und danach nicht wieder aufgebaut. Am 10. April 1927 wurde ein Wählamt eingerichtet, die Zahl der Telefonanschlüsse stieg auf 3.000 und es wurde begonnen, die Leitungen unterirdisch zu verlegen. Am 1. April 1930 wurde eine Baugewerkschule eingeweiht.

## 1933–1939
Führende Nationalsozialisten stammten aus Frankfurt: Herbert Böhme, Sohn eines Gewerbeschuldirektors, wurde 1907 in Frankfurt geboren, wuchs hier auf und legte hier das Abitur ab. Er wurde einer der führenden Kulturfunktionäre der Nationalsozialisten und einer der wichtigsten rechtsextremen Kulturfunktionäre der jungen Bundesrepublik. Der spätere persönliche Referent Heinrich Himmlers Rudolf Brandt kam 1909 in Frankfurt zur Welt. Er wurde wegen Menschenversuchen und Tötung von Häftlingen in Konzentrationslagern im Nürnberger Ärzteprozess verurteilt und 1948 erhängt.
Im NS-Gau Ostmark war Frankfurt von 1927 bis 1933 die Gauhauptstadt, bevor es mit Brandenburg zum Gau Kurmark zusammengeschlossen wurde. Der prägende Gauleiter war Wilhelm Kube, den Martin Bormann 1936 wegen Korruption absetzte, sein Nachfolger Emil Stürtz. 1933 wurde der NSDAP-Reichstagsabgeordnete Martin Albrecht Oberbürgermeister Frankfurts. Wegen Bestechlichkeit im Amt wurde er 1943 abgesetzt und zu anderthalb Jahren Haft verurteilt.
1936 belebte die Reichswehr den Fliegerhorst neu und begann umfangreiche Arbeiten wie die Anlage von Depots, Hallen und betonierten Straßen und die Instandsetzung des Anschlussgleises. Stationiert war ein Flieger-Ausbildungs-Regiment. Der Platz wurde zu Beginn des Zweiten Weltkrieges nicht von Kampfverbänden genutzt und während des Deutsch-Sowjetischer Krieges als Landeplatz für Verwundetentransporte genutzt.
Seit dem 15. Oktober 1935, nach der Wiedereinführung der Wehrpflicht, lag der Stab der 3. Infanterie-Division in der Stadt. Weitere Divisionseinheiten, wie das Infanterie-Regiment 8, Artillerie-Regiment 3 und die Panzerabwehr-Abteilung 3 waren ebenfalls hier stationiert.
1937 wurde die Autobahn nach Berlin eingeweiht. 1939 verfügte die Stadt über etwa 7.500 Telefonanschlüsse.

## Zweiter Weltkrieg

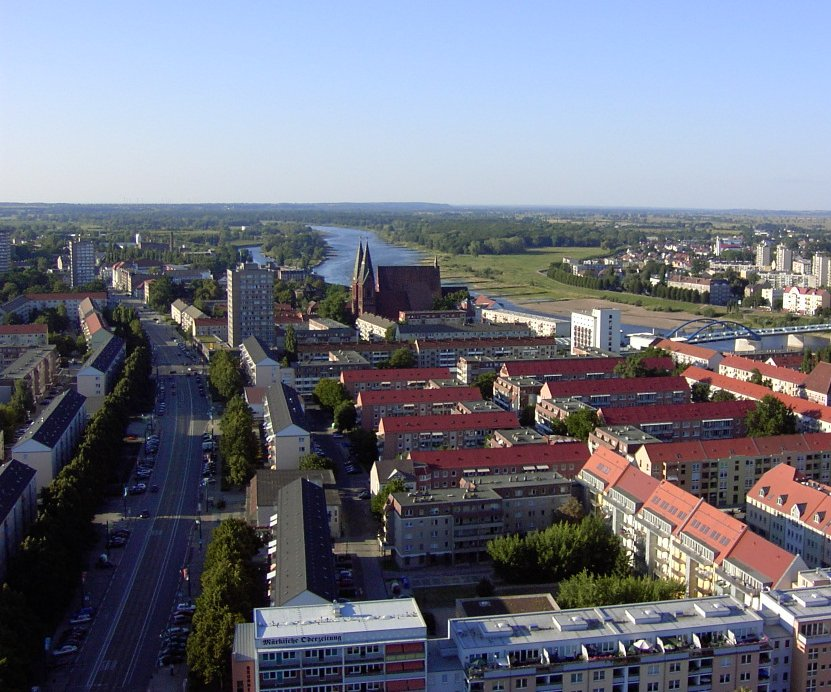
Aussicht vom obersten Geschoss des Bürohochhauses Oderturm nach Norden mit Blick auf v. l. n. r. Karl-Marx-Straße, Friedenskirche, Konzerthalle, Stadtbrücke und Słubice.

Vom Zweiten Weltkrieg blieb die Stadt bis 1945 weitgehend verschont, da es kaum wichtige Industrie- oder Militäranlagen gab. In der Nacht vom 25. zum 26. August 1940 warf ein britischer Flieger vier Bomben ab, traf allerdings nur den Nordzipfel des Ziegenwerders und verursachte dementsprechend nur geringen Schaden; ein paar Scheiben umliegender Gebäude wurden beschädigt.
Am 15. Februar 1944 erfolgte ein Angriff der britischen Luftwaffe. Um 20:35 Uhr wurde von der Luftschutzwarnzentrale der Stadt Voralarm gegeben. 24 Avro Lancaster Bomber flogen die Stadt an, allerdings warfen nur fünf ihre Bomben über der Stadt ab. Ziele waren eine vermutete Daimler-Benz-Fabrik und der heute stillgelegte Rangierbahnhof. Dafür führten die Flugzeuge 24 Luftminen, mit je 1.815 kg, 84 Sprengbomben, mit je 114 kg und 9,4 Tonnen Brandbomben mit sich. Allerdings wurde ein großer Teil der Bomben auf andere Orte im Raum Frankfurt bzw. Kreis Guben abgeworfen. Beim Angriff starben 58 Menschen im Alter zwischen zwei Monaten und 79 Jahren. Auch wurden 13 Scheinanlagen mit 75 Sprengbomben und zahlreichen Brandbomben angegriffen. Bahnanlagen wurden keine beschädigt, auch in Rüstungsbetrieben gab es nur unwesentliche Beschädigungen. Bei diesem Angriff wurde auch das Humanistische Friedrichsgymnasium nahe dem Bahnhof getroffen und schwer beschädigt. Nur dadurch, dass es ein Nachtangriff war, kam es zu keinen Todesopfern unter den Schülern. Da die Stadt kaum Ziel von Bombern war, wurden viele Ausgebombte in die Stadt evakuiert. Am 5. Oktober 1944 gab es 5.936 davon in der Stadt, am 1. Dezember 6.468 und am 30. Dezember 6.625, wovon 4.404 aus Berlin stammten. Im Herbst 1944 wurden im Rahmen des Volkssturms Männer zwischen 16 und 60 erfasst und am 12. November 1944 wurden sie auf dem Marktplatz vereidigt. In den nachfolgenden Wochen wurden diese Männer dann theoretisch und praktisch mit der Kriegsführung vertraut gemacht.
Im März 1944 wurden Flugzeuge vom Typ Messerschmitt Bf 109 einer Staffel des Jagdgeschwaders 51 „Mölders“ auf den Fliegerhorst verlegt.
In der Wochenendausgabe vom 6./7. Januar 1945 der Frankfurter Oder-Zeitung wurden die Einwohner zu einem „Volksopfer“ in Form von Kleidungsstücken aufgerufen. Ein vom Gauleiter Emil Stürtz am nachfolgenden Montag präzisierter Aufruf verlangte, dass jeder Haushalt 5 kg „Spinnstoffe“ abzugeben hätte. Die Luftangriffe auf Berlin lösten auch in Frankfurt öfter Luftalarm aus, ohne dass die Stadt angegriffen wurde. Mit dem Beginn der Weichsel-Oder-Operation der sowjetischen Armee setzte eine große Flüchtlingswelle der Deutschen ein, welche auch nach Frankfurt zog. Daher wurde am 21. Januar 1945 durch die Nationalsozialistische Volkswohlfahrt (NSV), das Deutsche Rote Kreuz, die Hitlerjugend und andere begonnen, sich auf die Flüchtlingsströme vorzubereiten. Dazu wurden Kranken- und Verpflegungsstellen sowie Unterkünfte eingerichtet. Notunterkünfte waren meistens Schulen, welche zu diesem Zweck geräumt wurden. Der Schulunterricht war bereits zuvor unregelmäßig erfolgt, da es den Schulen unter anderem an Kohle zum Heizen mangelte. An diesem Tag erreichte auch die erste Welle von Flüchtlingen die Stadt. Einer der ersten Flüchtlinge, Gauleiter Arthur Greiser, der erst am Mittag des Tages die Evakuierung der Deutschen aus Posen befohlen hatte, kam am Abend des 20. Januar in der Stadt an. Seine Ankunft feierte er mit einem größeren Essen, welches von mitgebrachten Vorräten ausgestattet wurde. Die anderen Flüchtlinge kamen mit Zügen oder auch diversen anderen Fahrzeugen. So waren beispielsweise auch Linienbusse aus Łódź (damals Litzmannstadt) in die Stadt gekommen.
Die Zahl der insgesamt durchziehenden Flüchtlinge belief sich auf 264.000 bis 300.000 Menschen.
Die Stadt wurde am 26. Januar 1945 zur Festung erklärt. Bereits im Erkundungsbefehl für die Nibelungen-Stellung des Oberkommandos des Heeres (OKH) vom 28. November 1944 wurde geplant, die Stadt für die Rundumverteidigung vorzubereiten und als Deckung für Berlin zu nutzen. Die Dammvorstadt (heute Słubice) sollte dabei als Brückenkopf dienen. Der dementsprechende Ausbau begann Mitte Januar. Am 29. Januar 1945 wurde Generalleutnant Herrmann Meyer-Rabingen zum Festungskommandanten ernannt, ihm zur Seite stand der fronterfahrene Oberst Biehler.
Am 4. Februar musste die Dammvorstadt geräumt werden, einen Tag später wurden weitere Teile der Stadt geräumt. Die vielen Toten, durch direkte Kriegseinwirkung, Suizid und sonstiges, wurden in Massengräbern ohne Särge beerdigt. Die täglichen Beerdigungen nahmen abwechselnd die katholische und die evangelische Kirche vor.
Am 15. Februar kam Joseph Goebbels in die Stadt, um sich über die Lage zu informieren und den Kampfgeist der Soldaten zu erhöhen.
Ab dem 22. Februar waren Fahrten nach Frankfurt verboten. Am selben Tag erschien die erste Ausgabe des Nachrichtenblattes Oderfestung Frankfurt der Propagandakompanie Eichkater.
Um der Zwangsevakuierung zu entgehen, mussten verbliebene Zivilisten ab dem 1. März einen Arbeitsausweis vorweisen.
Es kam in der evakuierten Stadt zu Plünderungen. Nach einem Bericht von Oberst Biehler vom 9. März wurden vier Soldaten der Wehrmacht und acht Zivilisten deshalb standrechtlich zum Tode verurteilt und das Urteil vollstreckt. Weiterhin wurden zwei Tschechen und ein Pole bei Plünderungen ertappt und sofort erschossen.
Am 6. April bat der Oberbefehlshaber der Heeresgruppe Weichsel Generaloberst Gotthard Heinrici Hitler um die Aufhebung des Festungscharakters Frankfurts, um so Beweglichkeit für die Truppen gewinnen zu können. Hitler beorderte den Festungskommandanten Oberst Ernst Biehler noch am selben Tag zu sich. Biehler kehrte am 7. April früh in die Festungsstadt zurück. Statt einer Aufhebung der Festung wurde er seines Amtes enthoben, nach Bitte von Heinrici wurde diese Entscheidung noch am selben Tag wieder rückgängig gemacht.
Am Morgen des 16. April begann mit dem Trommelfeuer der Roten Armee auf Frankfurt die Großoffensive gegen Berlin. Zwei Tage später wurde die Dammvorstadt gegen 21:00 Uhr geräumt. Am 19. April um 5:29 Uhr morgens wurde die Oderbrücke von der Wehrmacht gesprengt. Sowjetische Fliegerangriffe fanden vom 20. bis 23. April statt. Am Nachmittag des 21. April wurde der Festungsstatus aufgehoben und einen Tag später begann der Rückzug der Festungstruppen. Am 22. und 23. April flog das 3. Bomberfliegerkorps der Sowjetischen Luftstreitkräfte 343 Einsätze auf Frankfurt und Beeskow und warf dabei insgesamt 260 t Bomben des Typs FAB 500 und FAB 250 ab. Dadurch kam es vor allem im Zentrum Frankfurts zu zahlreichen Bränden. Die ersten sowjetischen Soldaten der 370. Schützendivision der 69. Armee und der 89. Schützendivision der 33. Armee der 1. Weißrussischen Front erreichten am Morgen des 23. April Frankfurt. Oberst Alexejew wurde Stadtkommandant. Durch Bomben und Brandstiftungen, welche in den folgenden Tagen einsetzten, wurde die Innenstadt zu 93 % zerstört. Am Abend des 24. April brannte der Turm der Marienkirche, stürzte aber erst Monate später ein. Über die Auslösung der Brände gibt es widersprüchliche Angaben: In der DDR-Zeit wurden  abrückende SS-Einheiten rückwirkend verantwortlich gemacht, was aber mit den Tagesdaten nicht übereinstimmt. Auch polnische Zwangsarbeiter, die auf dem Heimweg waren, sollen Brandstifter gewesen sein, doch passen die Tagesangaben auch dazu nicht. Es können letztens auch durchziehende Sowjetsoldaten gewesen sein, was aber auch unsicher ist.

## Sowjetische Besatzungszone und DDR
Sowjetische Stadtkommandanten waren April–Oktober 1945 Oberstleutnant Iwan Sidorowitsch Alexejew (russisch Иван Зидорович Алексейев), August/Oktober 1945–Juni 1947 Oberst Jakow Arsentjewitsch Korschikow Juli 1947–Juni 1948 Saweli Alexejewitsch Swiderski (russisch Завели Алексейевич Звидерзки), Juni 1948–November/Dezember 1949 Oberst Michail Fjodorowitsch Koslow (russisch Михайль Фьёдорович Козлов). Die Stadtkommandantur Frankfurt (Oder) fehlt im Liquidationsbefehl des Chefs der Sowjetischen Militäradministration Brandenburg Nr. 008 vom 20. November 1949; vermutlich aufgrund eines Versehens.
Schon im Mai 1945 wurde durch eine provisorische Brücke die Verbindung zur Dammvorstadt wiederhergestellt. Entsprechend dem Potsdamer Abkommen wurde Frankfurt (Oder) Grenzstadt. Die Dammvorstadt wurde abgetrennt, innerhalb von zwei Tagen vollständig geräumt und unter polnische Verwaltung gestellt. Daraus entstand die heutige polnische Nachbarstadt Frankfurts, Słubice. Im selben Jahr wurde das Heimkehrerlager Gronenfelde eingerichtet, durch welches im Lauf der folgenden Jahre über eine Million Kriegsgefangene aus den östlichen Kriegsgebieten zurück nach Deutschland geführt wurden.
1947 wurde die Märkische Kerzenfabrik Heilborn & Co. verstaatlicht und als VEB Kerzen- und Seifenfabrik in Volkseigentum überführt. 1953 erfolgte die Umbenennung in VEB Oderna. 
1952 wurde in Frankfurt der Vertrag über die Markierung der Staatsgrenze der DDR zu Polen unterzeichnet (nach dem Görlitzer Abkommen 1950). Die Bundesrepublik erkannte diese Grenze bis 1970 (Warschauer Vertrag) nicht an, endgültig erst 1990. Mit der Auflösung der Länder, darunter Brandenburgs, durch die DDR wurde 1952 Frankfurt (Oder) Bezirksstadt, das heißt Verwaltungszentrum eines der fünfzehn Bezirke der DDR, die nach ihren Bezirksstädten, hier Bezirk Frankfurt (Oder), benannt wurden. Die SED-Bezirksleitung war in der ehemaligen Hochschule für Lehrerbildung untergebracht (heute Gauss-Gymnasium Frankfurt (Oder)).Die Bezirksparteischule Friedrich Engels erhielt 1979 einen Neubau an der Großen Oderstraße, der heute als Audimax der neuen Universität Viadrina genutzt wird. Die Bezirksverwaltung (BV) des Ministeriums für Staatssicherheit (MfS) zuletzt unter Heinz Engelhardt befand sich seit 1969 in einem Gebäudekomplex in der Otto-Grotewohl-Straße 53 (heute Robert-Havemann-Str. 11). Vorher saß sie im Gebäude des ehem. Gefängnisses in der Collegienstr. 10, das inzwischen ein Ausstellungsort Gedenk- und Dokumentationsstätte „Opfer politischer Gewaltherrschaft“ ist. Im Jahr 1980 gab es in der Stadt 465 konspirative Wohnungen des Ministeriums für Staatssicherheit. Am 20. September 1981 erfolgte aus der Untersuchungshaftanstalt Collegienstraße ein Gefängnisausbruch mit blutiger Geiselnahme durch André Baganz und drei Mittäter. Ein Volkspolizist wurde vor der UHA erschossen, ein Gefängniswärter während des Ausbruches angeschossen. Durch eine Spezialeinheit des MfS wurden die Geiselnehmer im Hochhaus Karl-Marx-Straße 23 überwältigt.
1957 wurde die Autobahnbrücke über die Oder fertiggestellt. Das Stadtzentrum wurde in den 1950/60er Jahren unter weitgehender Aufgabe des alten Stadtgrundrisses neu aufgebaut. Nur wenige historische Gebäude, wie zum Beispiel das Rathaus, wurden wiederhergestellt. In den 1970er und 1980er Jahren entstanden mehrere großflächige Neubaugebiete in Plattenbauweise. Das Lichtspieltheater der Jugend in der Wilhelm-Pieck-Straße 328 wurde am 1. Mai 1955 eingeweiht. An der Karl-Marx-Straße wurde am 4. August 1956 der Grundstein für den Bau von neuen Häusern in der am Ende des Zweiten Weltkrieges zerstörten Altstadt begonnen.
Am 1. September 1967 wurde der erste Teil des späteren Hotels Stadt Frankfurt als Wohnheim für das Halbleiterwerk eröffnet. In diesem Hotel wohnten später im Jahr bis zu 73.000 Gäste aus 72 Ländern.

## Friedliche Revolution und deutsche Einheit

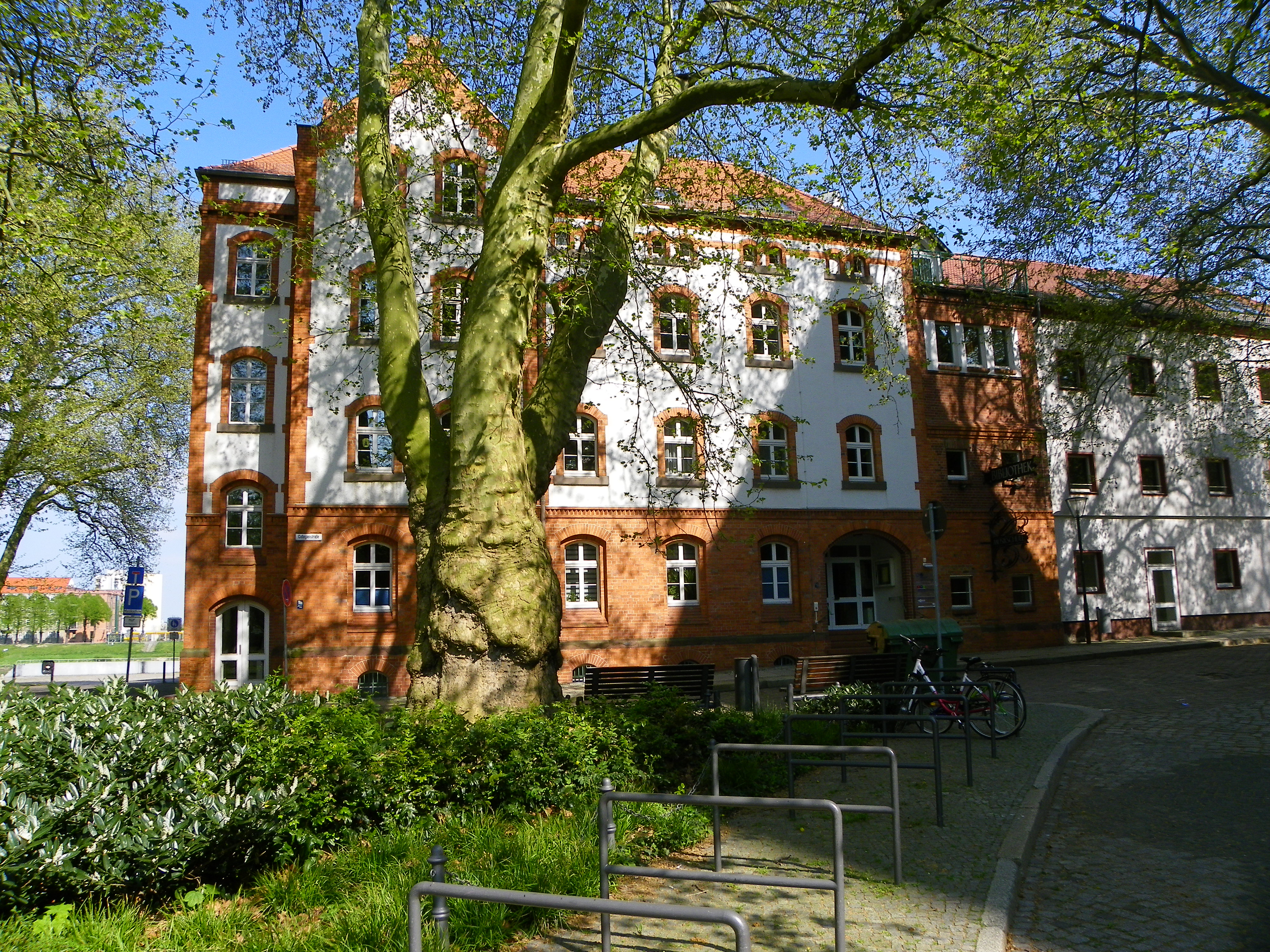
Gedenk- und Dokumentationsstätte Frankfurt (Oder)

Im Bezirk Frankfurt (Oder) war Christa Zellmer die Erste Sekretärin der Bezirksleitung der SED, die einzige Frau in diesem Rang. Am 1. November 1989 folgten 35.000 Menschen dem Aufruf des Neuen Forums zum Protestmarsch gegen die SED: Die zentrale Kundgebung war auf dem Brunnenplatz. Am 15. November 1989 übernahm Bernd Meier die Macht im Bezirk für die SED, was nur noch ein Zwischenspiel bedeutete. Der langjährige SED-Oberbürgermeister Fritz Krause trat im Februar 1990 ab. Von 1990 bis 1992 war Wolfgang Denda (SPD) erster Oberbürgermeister nach der Wende. 1960 nach Frankfurt gekommen, hatte er im Halbleiterwerk und im Institut für Halbleitertechnik gearbeitet.
Mit der Neukonstituierung der Länder auf dem Gebiet der DDR im Jahre 1990 kam die Stadt wieder zum Land Brandenburg. Am 15. Juli 1991 wurde die offizielle Neugründung der Europa-Universität Viadrina vollzogen. Im September 1994 verließ der letzte Soldat der Russischen Armee die Stadt. 2001 wurde mit einem großangelegten Abriss von Häusern, hauptsächlich Plattenbauten aus der DDR, begonnen. Bis einschließlich 2005 verlor die Stadt so 3.500 Wohnungen.

## Religionen

### Judentum
Ab spätestens 1294 lebten Juden in Frankfurt (Oder). Ihre Zahl blieb wegen immer wiederkehrenden Pogromen und Vertreibungen relativ gering. Von Bedeutung war ab den 1590er Jahren der hebräische Buchdruck. Einige der Frankfurter Rabbiner waren über die Landesgrenzen hinaus bekannt. Der Jüdische Friedhof liegt seit 1945 auf dem Gebiet der polnischen Nachbarstadt Słubice. Die letzte erhaltene Synagoge wurde um 1950 abgerissen. 1975 wurde der Friedhof weitgehend eingeebnet. Seit 1998 gibt es wieder eine jüdische Gemeinde in Frankfurt; mit Bethaus und einem neuen Friedhof.

## Geschichtsforschung

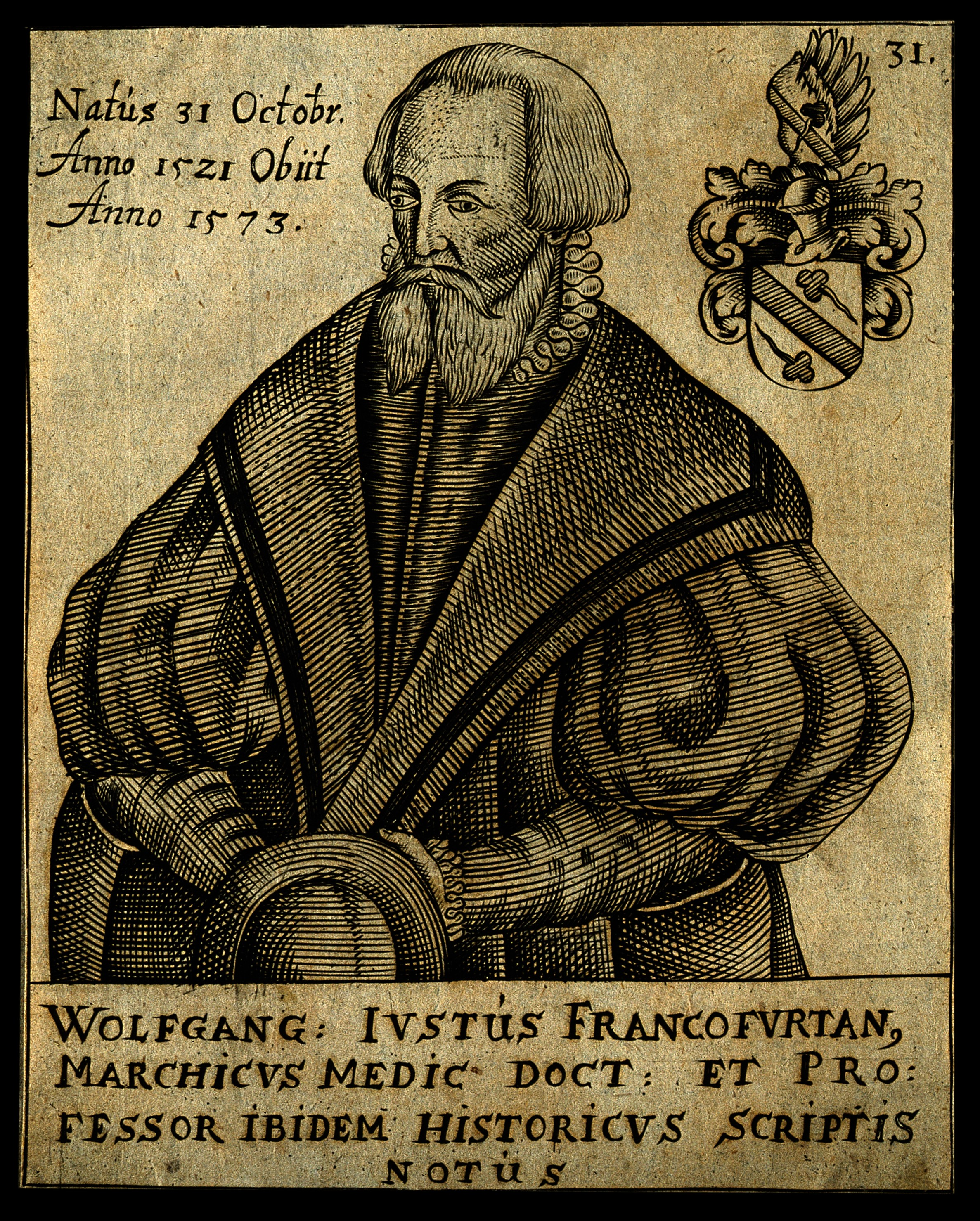
Wolfgang Jobst

Zwischen 1659 und 1685 legte der Berliner Kammergerichtsrat und brandenburgische Historiker Martin Friedrich Seidel in seiner Abhandlung „Thesaurus Orcivus Marchius“ seine reiche Privatsammlung meist bronzezeitlicher Funde aus der weiteren Frankfurter Umgebung dar. Sie stammen unter anderem aus Müllrose und Lichtenberg und waren zum Teil von Seidel selbst ausgegraben worden. Erhalten ist auch das Protokoll seiner Ausgrabungen bei Lichtenberg. Der Frankfurter Geistliche Magister Gotthilf Treuer veröffentlichte 1688 eine „Kurtze Beſchreibung der Heidniſchen Todten-Töpffe / In welchen Die Heiden ihrer verbrannten Todten überbliebene Gebein und Aſchen aufgehoben / unter der Erden beygeſetzet / Und Bey den jetzigen Zeiten in der Chur- und Marck Brandenburg Hauffen-weiſe ausgegraben werden“. Der Frankfurter Geschichtsprofessor Johann Christoph Bekmann setzte sich in „Unterschiedliche Historische Accessionen Die Stat Francfurt und herumliegende Gegenden belangende“ mit Bodenfunden in und um Frankfurt auseinander. Der Aufsatz erschien als Anhang zur von Bekmann besorgten dritten Ausgabe (1706) der vom Frankfurter Professor Wolfgang Jobst 1651 erstveröffentlichten Stadtgeschichte „Kurtze Beschreibung der Alten Löblichen Stat Franckfurt an der Oder“. Gegen Ende des 19. Jahrhunderts setzte sich die ur- und frühgeschichtliche Archäologie als selbständiger Zweig der Geschichtswissenschaft durch. 1853 veröffentlichte Christian Wilhelm Spieker das Buch Geschichte der Stadt Frankfurt an der Oder. Ab Mitte des 19. Jahrhunderts erschienen vermehrt Veröffentlichungen über archäologische Funde aus dem Frankfurter Bereich im „Frankfurter Patriotischen Wochenblatt“, in der „Frankfurter Oderzeitung“, in den „Mitteilungen des Historischen Vereins für Heimatkunde“ und in der Zeitschrift des Naturwissenschaftlichen Vereins des Regierungsbezirks Frankfurt „Helios“. Mehrere Veröffentlichungen stammten von dem Gymnasialdirektor Reinhold Agahd (* 1864; † 1925; Bruder Konrad Agahds). Agahd führte die ersten Ausgrabungen auf dem Burgwall Lossow durch. Agahds Schüler Gerhard Bersu, der 1909 am Frankfurter Realgymnasium sein Abitur machte und dann Prähistoriker wurde, veröffentlichte ebenfalls einige Fundberichte.